# Повний відпал
Повний відпал — різновид відпалу ІІ роду. Найчастіше його використовують для литих або оброблених тиском у гарячому стані деталей від малої до великої ваги з вуглецевих та легованих сталей. При ньому утворюється дрібнозерниста структура, знижується твердість та збільшується в'язкість (пластичність), знімаються внутрішні напруження. Здійснюють при температурі на 30…50°С вище критичної з подальшим охолодженням у печі.